# Prudent Luce
Parfait Prudent Luce fut maire de Tours en 1797.

## Biographie
Parfait Prudent Luce est le fils de Louis Robert Luce, greffier de la maréchaussée et subdélégation de Tours, ainsi que des insinuations ecclésiastiques du diocèse de Tours, et de Catherine Besnardeau. Son grand-père paternel, Robert Luce, était chirurgien à Neuvy-le-Roi.
Architecte et entrepreneur des ouvrages du Roi, receveur des finances en 1785, il est maire de Tours en 1797. 
Marié à Marie Renée Petit, fille de Victor Petit, notaire, conseiller du roi et échevin de Tours, il est le père de Parfait Victor Lucien Luce (1769-1850). Ce dernier fut receveur général des finances de la Vendée puis d'Indre-et-Loire, propriétaire des châteaux de la Guignardière et de Saint-Sénoch. Avec son épouse Catherine Cuisnier (fille de Luc Cuisnier des Blinières), ils sont à l'origine des Luce de Trémont. La famille Luce de Trémont sera également propriétaire du château de Trémont et du manoir de la Gadelière.